# Pilsenreverserna
Pilsenreverserna var två överenskommelser slutna januari-februari 1634 i Pilsen mellan Albrecht von Wallenstein och det högre kejserliga armébefälet och utgjorde ett viktigt moment i den skärpta konflikten mellan Wallenstein och kejsaren.